# Evgenij Pljuščenko
Evgenij Viktorovič Pljuščenko (//in russo Евге́ний Ви́кторович Плю́щенко?; Džamku, 3 novembre 1982) è un ex pattinatore artistico su ghiaccio russo.
È stato otto volte campione nazionale, sette volte campione europeo, tre volte campione del mondo, vincitore della medaglia d'oro ai Giochi olimpici di Torino 2006 e di quella d'argento ai Giochi olimpici di Salt Lake City 2002 e ai Giochi olimpici di Vancouver 2010 nel singolo uomini, e della medaglia d'oro nella gara a squadre a Soči 2014.

## Carriera sportiva

### Gli inizi
Pljuščenko è nato nel 1982 a Džamku, un villaggio del Distretto di Solnečnyj (nella Siberia Orientale) poiché il padre, carpentiere, era impegnato nella costruzione della Ferrovia Bajkal-Amur; infatti all'età di 3 anni si è trasferito con la famiglia a Volgograd, dove i genitori vivevano precedentemente. Per via della sua salute cagionevole, la madre ha deciso di fargli fare esercizio fisico e lo ha iscritto a lezioni di pattinaggio su ghiaccio all'età di quattro anni. Quando aveva undici anni, la pista della città in cui Pljuščenko si allenava ha chiuso. Per questa ragione è stato mandato ad allenarsi a San Pietroburgo sotto la guida di Aleksej Mišin.
Questo è stato un periodo difficile per Pljuščenko e per la sua famiglia, anche a causa di problemi economici. Il giovane è stato quindi del tutto affidato al suo allenatore, che avendone intuito le potenzialità si è preso cura di lui anche economicamente. Presto ha ottenuto i primi risultati. A 14 anni, nel 1997, è diventato campione mondiale juniores. Nel 1998 è arrivato terzo al campionato mondiale nella categoria senior.

### 1999-2001
Nel 1999 ha conquistato il suo primo titolo di campione nazionale. L'ha ottenuto nuovamente nel 2000, e ai campionati europei non solo ha vinto l'oro ma ha battuto anche Aleksej Jagudin, con il quale si era allenato fino al 1998. Non è riuscito però a salire sul podio nel mondiale del 2000 a causa di un errore nel programma libero.
La stagione 2000-2001 è stata invece un momento di grandi successi, in cui ha vinto tutte le competizioni a cui ha partecipato. Ha ottenuto i titoli di campione nazionale, europeo e per la prima volta anche mondiale, oltre ad aver vinto una serie di altre manifestazioni fra cui la finale del Grand Prix.

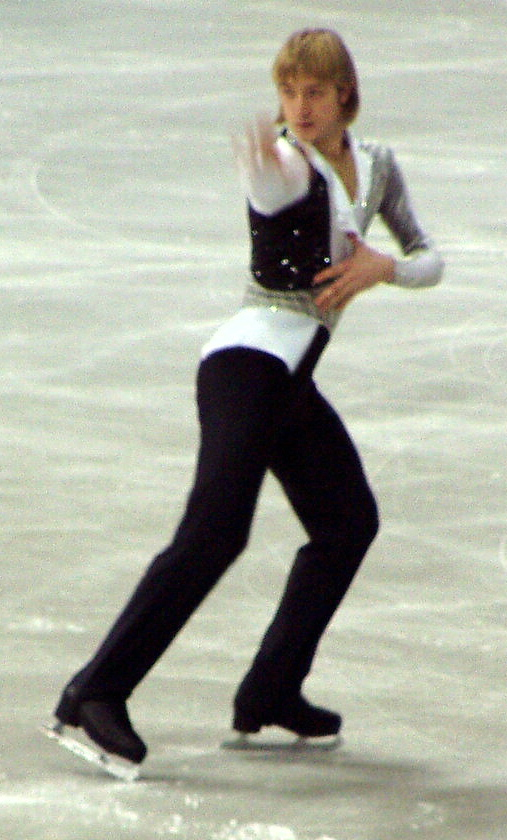
Pljuščenko ai mondiali di Dortmund nel 2004.

### 2002-2006
Pljuščenko si è presentato ai XIX Giochi olimpici invernali di Salt Lake City 2002 come favorito assieme al suo connazionale e rivale Aleksej Jagudin. Piazzatosi in quarta posizione nel programma corto a causa di una caduta sul quadruplo toe-loop, Pljuščenko ha terminato la competizione in seconda posizione, dietro il rivale, grazie al risultato del programma libero.

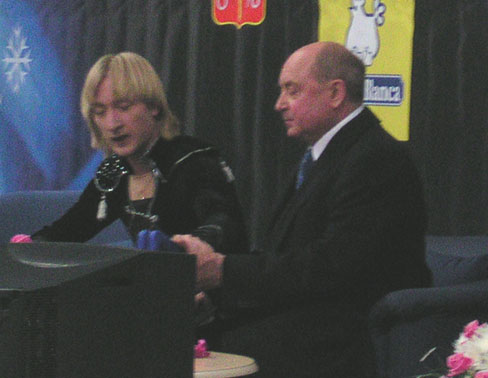
Pljuščenko con il suo allenatore Aleksej Mišin ai campionati nazionali russi del 2004

Nelle quattro stagioni successive ha vinto quasi tutte le competizioni alle quali ha partecipato, finendo al secondo posto solo tre volte, una nella stagione 2002-2003 al Campbell's FS Classic e due nella stagione 2003-2004, prima dietro Emanuel Sandhu nella finale del Grand Prix e poi ai campionati europei del 2004 dietro Brian Joubert.
Nel 2003 Pljuščenko ha riconquistato sia il titolo europeo che quello mondiale, confermato anche l'anno successivo.
Nella stagione 2004-2005 ha avuto problemi di ordine fisico e a causa di un infortunio è stato costretto a ritirarsi dai mondiali di Mosca del 2005 dopo il corto. Nella primavera dello stesso anno, a Monaco, è stato operato per risolvere il problema. In seguito non ha più partecipato ad alcun campionato mondiale.

### Stagione 2005-2006: l'oro olimpico
Nella stagione 2005-2006 Evgenij Pljuščenko ha vinto tutte le competizioni alle quali ha preso parte.

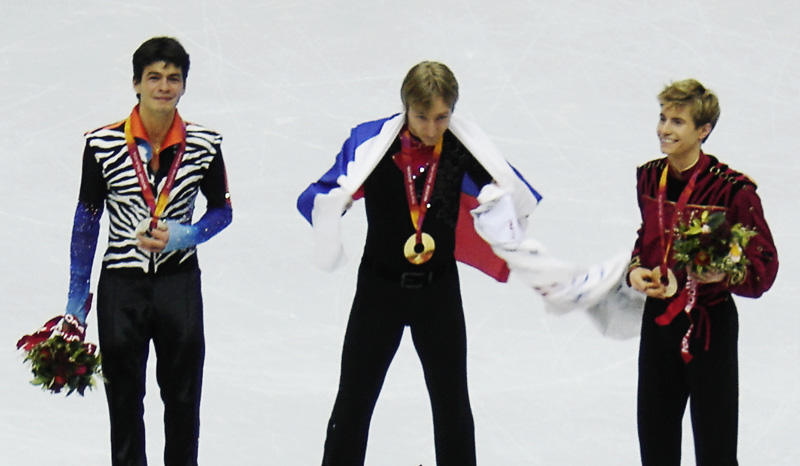
Pljuščenko sul podio olimpico di Torino 2006 con Stéphane Lambiel e Jeffrey Buttle

Dopo aver vinto la Cup of Russia 2005, ha ottenuto la medaglia d'oro prima nei campionati russi e poi ai campionati europei del 2006.
Si è presentato ai XX Giochi olimpici invernali di Torino 2006 come favorito sia per via del ritiro di Jagudin sia per i suoi precedenti successi ottenuti con il nuovo sistema di giudizio entrato in vigore.
Ha pattinato due programmi perfetti, ottenendo il titolo di campione olimpico, seguito dallo svizzero Stéphane Lambiel e dal canadese Jeffrey Buttle. In particolare, ha terminato il programma corto, eseguito sulla musica della Tosca di Giacomo Puccini, con dieci punti di distacco dal rivale più vicino, segnando il nuovo record ISU.
Ha poi segnato un altro record ISU di punteggio con il programma libero, pattinato sulle musiche del film Il padrino, riarrangiate appositamente per lui dal violinista Edvin Marton.

### 2006-2008: la pausa

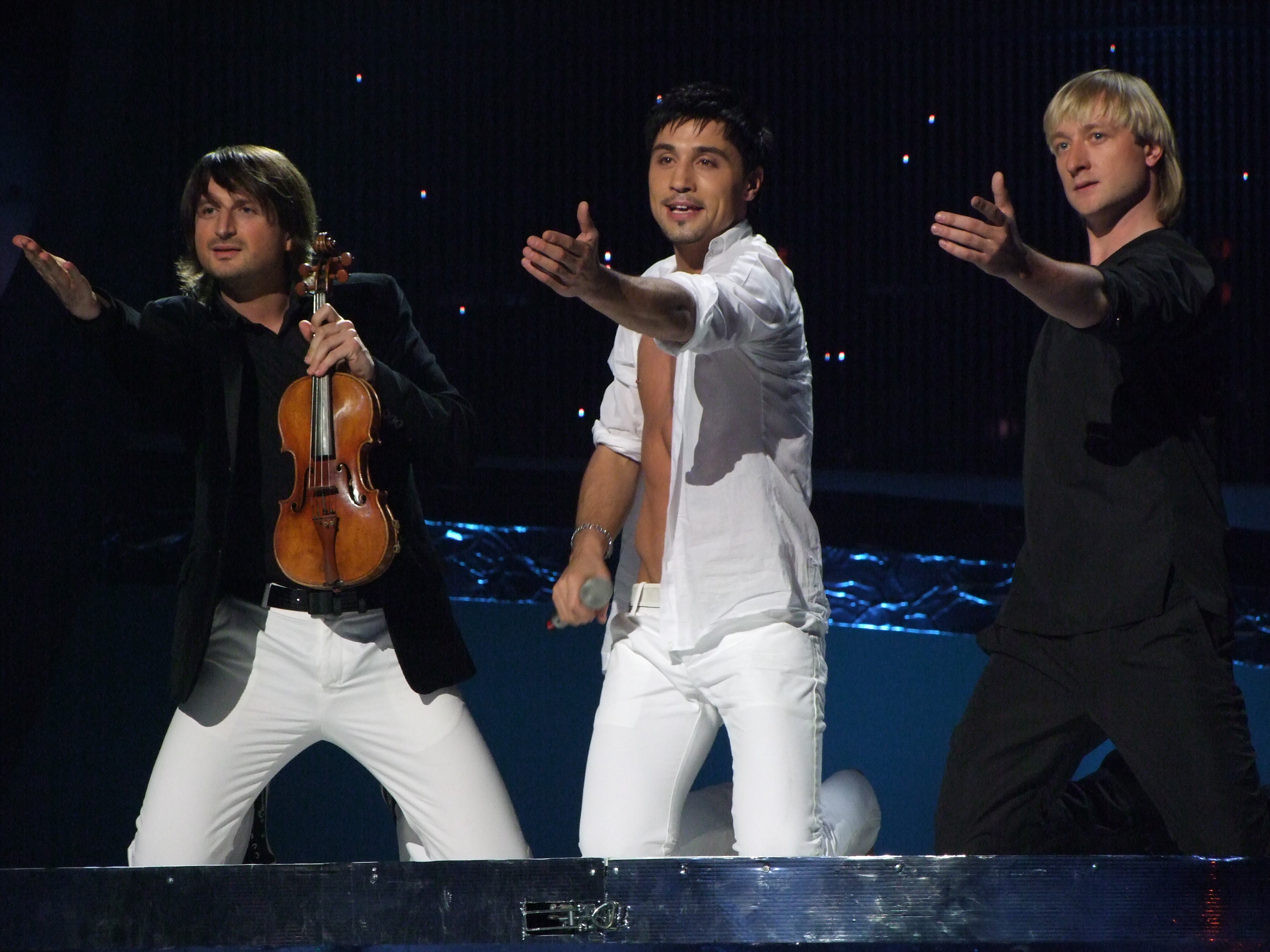
Edvin Marton, Dima Bilan e Pljuščenko all'Eurovision Song Contest del 2008.

Dopo i Giochi Olimpici del 2006 ha preso una pausa dalle competizioni, periodo di riposo che, ha riferito, lo ha aiutato a riprendersi dai problemi al ginocchio.
Avendo visto i risultati deludenti dei pattinatori russi nei campionati del mondo del 2007, i peggiori dal 1960, e temendo che la Russia potesse perdere i posti a disposizione nei XXI Giochi olimpici invernali di Vancouver 2010, nell'aprile del 2007 Pljuščenko ha annunciato che sarebbe tornato all'agonismo nella stagione 2007-2008, ma tale ritorno si è concretizzato solo nella stagione 2009-2010.
Nel 2008 Pljuščenko, insieme al violinista Edvin Marton, ha accompagnato Dima Bilan in uno spettacolo facente parte della performance "Believe", che ha vinto l'Eurovision Song Contest a Belgrado, in Serbia.

### 2009-2010: il ritorno alle competizioni

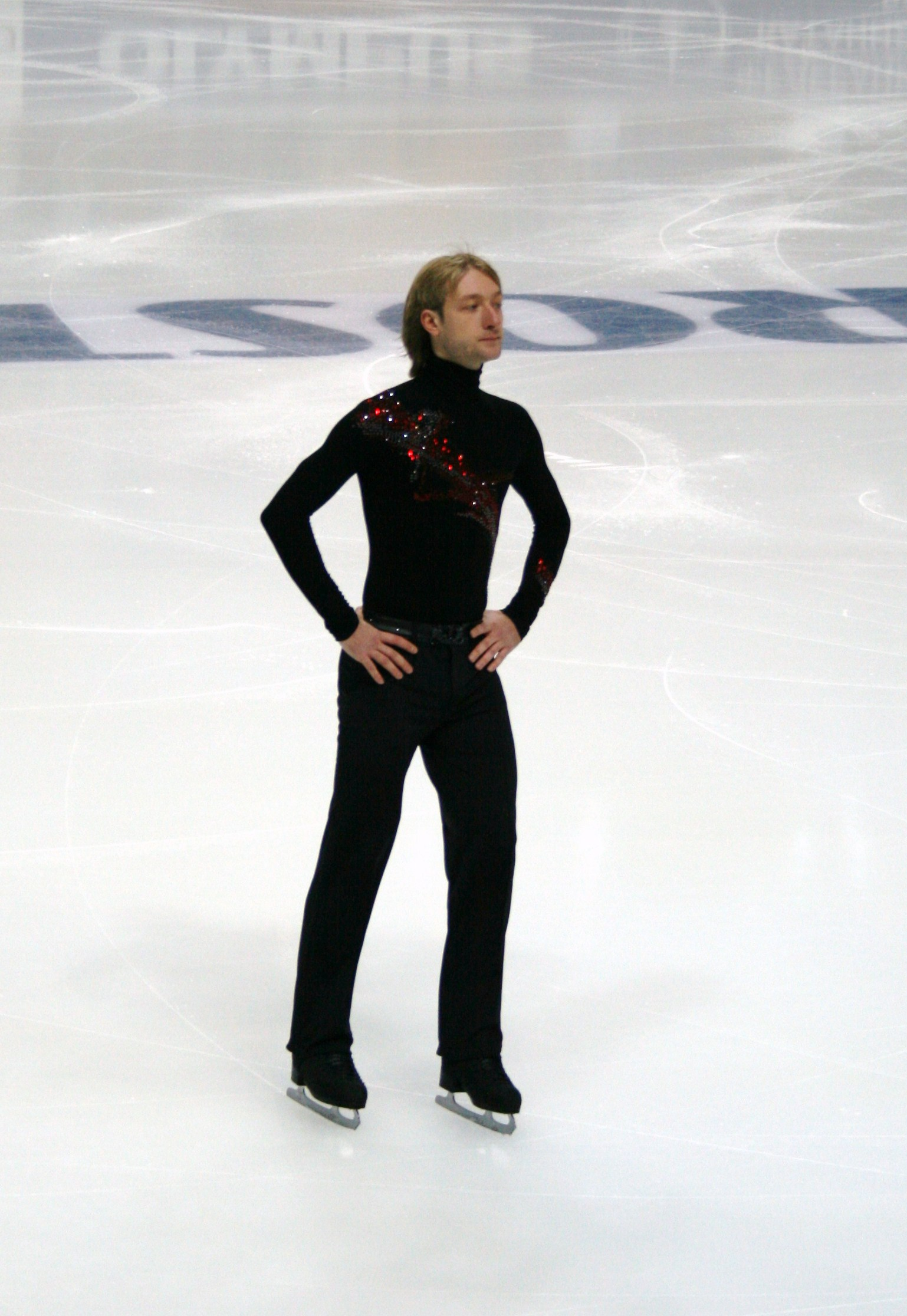
Evgenij Pljuščenko alla Cup of Russia 2009

Nel marzo del 2009 Pljuščenko ha comunicato alla stampa di essere tornato ad allenarsi con il suo allenatore di sempre, Aleksej Mišin, per prepararsi alle Olimpiadi del 2010.
Al suo ritorno alle competizioni, nella Cup of Russia del 2009, Pljuščenko ha vinto l'oro per l'ottava volta in questa manifestazione con un totale di 240,65 punti, dopo aver vinto il programma corto con 82,25 ed il libero con 158,40.
Nel dicembre 2009 ha firmato un contratto con l'agenzia internazionale FlashLight, e da allora è rappresentato dall'agente sportivo Andreas Goller.
Ai campionati nazionali russi del 2010 ha ottenuto 100,09 punti nel programma corto, 171,50 nel libero e infine si è aggiudicato il suo ottavo titolo nazionale con 271,59 punti.

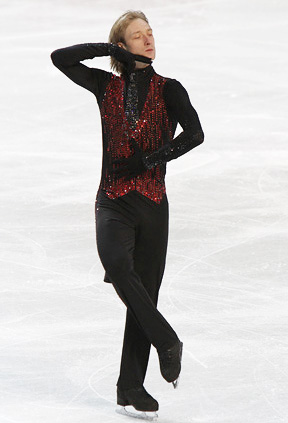
Pljuščenko ai campionati europei del 2010

Agli europei del 2010 Pljuščenko ha stabilito un nuovo record nel punteggio del programma corto con 91,30 punti e ha vinto l'evento per la sesta volta con un totale di 255,39 punti.
Ha preso parte anche ai XXI Giochi olimpici invernali di Vancouver 2010. Nel programma corto ha realizzato un punteggio di 90,85 con il quale si è posizionato al primo posto e ha stabilito un record nel punteggio olimpico. Dopo aver pattinato, ha affermato: "Senza un salto quadruplo non è pattinaggio artistico maschile. Eseguirò il quadruplo in ogni caso. Credo che i quadrupli siano il futuro del pattinaggio di figura. Il quadruplo è necessario, questo è ciò che penso."
Ha terminato il libero al secondo posto e ha vinto l'argento con un totale di 256,36 punti, soltanto 1,31 punti dopo il vincitore Evan Lysacek. Nel programma libero ha completato correttamente una combinazione quadruplo toe-loop-triplo toe-loop ma non ha eseguito un doppio rittberger in una combinazione prevista. Il russo e Lysacek hanno ricevuto punteggi totali simili per le componenti del programma, ma Pljuščenko ha ottenuto un punteggio tecnico totale inferiore. Dopo la competizione ha detto: "Credo che il sistema di giudizio vada cambiato, un quadruplo è un quadruplo. Se un campione olimpico non esegue un quadruplo, beh, proprio non so... Ora come ora non è pattinaggio maschile, è danza." In un'intervista al quotidiano russo Izvestija ha sottolineato il fatto che dopo il corto tre giudici lo avevano posizionato al 21º e 22º posti per abilità. Ha detto: "Stranamente il computer non ha tralasciato nessuno dei tre, mentre ha omesso quei giudici che mi avevano messo al primo posto. Con il sistema di giudizio corrente, se questo è il modo in cui vengono dati i punteggi, si può vincere così come perdere. Non fraintendetemi. Non voglio criticare le nuove regole; non sono male. Ma hanno bisogno di essere rifinite." Ha inoltre espresso sgomento verso la federazione di pattinaggio russa che non ha difeso uno dei suoi atleti: "Dopo il programma corto, avrei dovuto essere in prima posizione con almeno 5 punti di distacco dagli altri. Invece alla fine la distanza era di appena 0,55 punti e la federazione non ha minimamente reagito." La campionessa russa di pattinaggio di coppia Irina Rodnina ha commentato che, nonostante lei sperasse nella vittoria di Pljuščenko, quella di Lysacek era stata nel complesso una performance migliore. Allo stesso tempo, però, vari pattinatori ed allenatori noti hanno espresso a Pljuščenko il loro sostegno ritenendo che meritasse l'oro. Fra loro il pattinatore Elvis Stojko e gli allenatori Reinhardt Ketterer, Tat'jana Tarasova e Halyna Zmijevs'ka. In ogni caso, alla competizione olimpica del 2010 sono seguite numerose polemiche e controversie incentrate sul risultato del singolo maschile e sul fatto che il vincitore dell'oro non avesse eseguito alcun salto quadruplo.
Pljuščenko si è ritirato dai campionati del mondo del 2010 a causa di un infortunio.

### La perdita dell'idoneità e la reintegrazione
Pljuščenko ha pattinato in alcune esibizioni poco tempo dopo il suo ritiro dai mondiali. Il 28 giugno 2010 l'International Skating Union ha annunciato che aveva perso la sua idoneità a prendere parte alle competizioni per aver partecipato a degli spettacoli in marzo ed aprile senza il permesso della federazione russa. Al pattinatore sono stati concessi 21 giorni per appellarsi al Tribunale Arbitrale dello Sport, trascorsi però senza che Pljuščenko presentasse alcun appello. Di conseguenza, la perdita di idoneità è stata confermata il 23 agosto 2010. In questi casi all'atleta rimane la possibilità di presentare in qualsiasi momento una richiesta di reintegrazione, in linea con il regolamento ISU; tale richiesta è però soggetta ad una revisione e alla decisione del consiglio ISU. Nel settembre 2010 Evgenij ha annunciato l'intenzione di competere ai XXII Giochi olimpici invernali di Soči 2014. Ad ottobre 2010 ha partecipato al Japan Open 2010 come parte della squadra europea e si è classificato terzo nell'evento maschile. Ad ogni squadra era infatti permesso avere un membro "non idoneo".
Ha pattinato in numerosi spettacoli sul ghiaccio in giro per il mondo pur continuando ad allenarsi per un possibile ritorno alle competizioni, esercitandosi nel quadruplo salchow e nel quadruplo rittberger. Nell'aprile 2011 ha inviato una lettera al presidente della federazione di pattinaggio russa Aleksandr Gorškov, chiedendo di essere reintegrato. Pljuščenko ha detto che sperava che l'interdizione non fosse una rappresaglia per le sue critiche al sistema di giudizio espresse alle Olimpiadi di Vancouver e che gli sarebbe piaciuto tornare a competere ricominciando da zero. Ha aggiunto che gli avrebbe voluto prendere parte ai campionati del mondo del 2011, ma che non credeva che sarebbe stato pronto in tempo poiché non si era allenato a causa di un infortunio. Il 12 giugno 2011 è stato annunciato che l'ISU lo aveva reintegrato con voto unanime.

### 2012: il nuovo ritorno alle competizioni

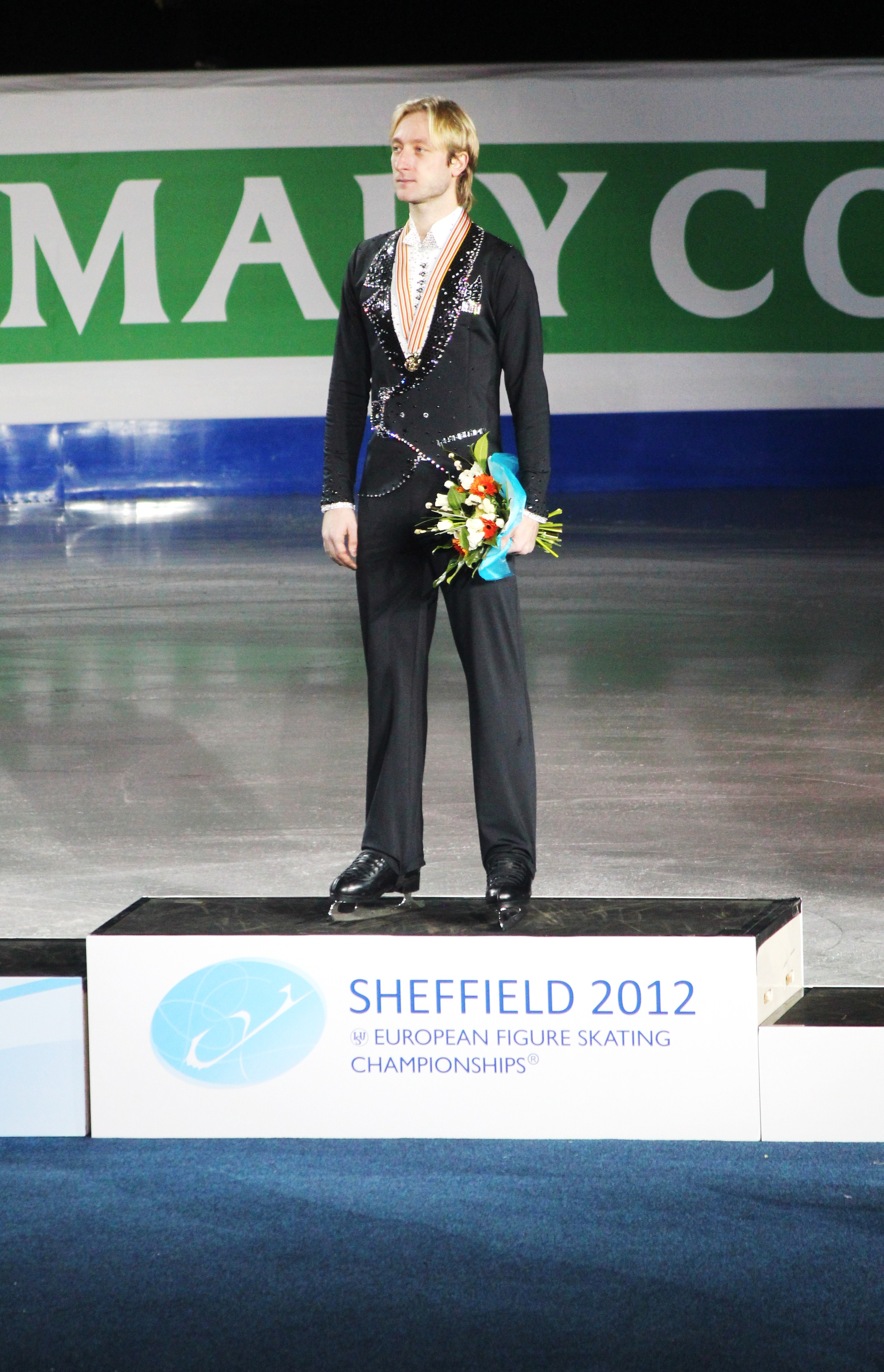
Pljuščenko durante la cerimonia di premiazione degli Europei del 2012

Il 12 giugno 2011 Pljuščenko ha comunicato di aver subito un'operazione per un problema al menisco, ma che sarebbe tornato a pattinare nel giro di due settimane. Nonostante il ginocchio sinistro continuasse a dargli problemi, ha ricominciato ad allenarsi nel gruppo di Mišin, assieme ad Artur Gačinskij, dicendo: "La competizione fa sempre bene; ricordo il periodo in cui io, Urmanov e Jagudin ci allenavamo insieme. Ci spronavamo a vicenda. Con Artur nel gruppo, ho un rivale. Lui esegue un quadruplo, allora devo farne uno anche io." Per allenarsi, ha rifiutato un tour di 50 spettacoli.
Nel dicembre 2011 ha gareggiato nei campionati nazionali russi, vincendo prima nel programma corto con 88,24 punti e poi nel libero con 171,43 ed ottenendo così il suo nono titolo nazionale. È poi stato chiamato a fare parte della squadra russa per i campionati europei del 2012, pur non avendo di recente gareggiato a livello internazionale abbastanza da avere il punteggio tecnico minimo richiesto (20 nel programma corto e 35 nel libero). La federazione di pattinaggio russa ha però chiesto all'ISU il permesso di partecipare ugualmente, e il presidente della federazione, Aleksandr Gorškov, ha sottolineato che il punteggio minimo era stato introdotto per escludere i pattinatori di scarso livello. Nel gennaio 2012 l'ISU ha ufficialmente autorizzato Pljuščenko a partecipare ai campionati europei.
Ha quindi preso parte ai campionati europei 2012. Il 26 gennaio 2012, durante gli europei, ha affermato che non avrebbe potuto partecipare ai campionati del mondo in quanto doveva essere operato nuovamente al menisco che gli stava dando numerosi problemi, tanto da costringerlo a non eseguire i quadrupli nei programmi pattinati all'europeo. Nella competizione ha comunque ottenuto 84,71 punti nel corto e ha registrato il nuovo record sia nel libero con 176,52 punti che nel totale con 261,23, guadagnando il settimo titolo europeo. È diventato così il terzo uomo ad aver ottenuto sette titoli europei e l'unico nella storia moderna di questa disciplina. Lo precedono solo due pattinatori che hanno fatto parte della storia più vecchia di questo sport: lo svedese Ulrich Salchow (nove titoli europei fra il 1898 ed il 1913) e l'austriaco Karl Schäfer (otto fra il 1929 ed il 1936).
Finiti gli europei, ha detto che non pensava di gareggiare ancora dopo il 2010, ma di essersi reso conto di sentire la mancanza della competizione.
Il 23 febbraio 2012, in Germania, ha subito un'operazione al ginocchio sinistro per risolvere un problema al menisco e riparare una cartilagine. A febbraio, Pljuščenko ha anche reso noto di soffrire di ernia del disco. È stato deciso, però, che non sarebbero stati necessari interventi chirurgici alla schiena. Mišin ha in ogni caso chiarito che il suo allievo era in generale in buona salute e in seguito ha comunicato che l'intervento di febbraio era stato un totale successo.

### Stagione 2012-2013
Ad aprile e luglio 2012 Pljuščenko ha lavorato con il coreografo italiano Pasquale Camerlengo su un nuovo programma corto che avrebbe dovuto presentare nella stagione 2012-2013. Ma ha in seguito annunciato di voler riutilizzare il programma della stagione precedente, pattinato soltanto in due occasioni, per tenere nascosto il nuovo programma fino alla stagione olimpica. A giugno 2012 ha lavorato con il coreografo giapponese Kenji Miyamoto sul programma libero.
La prima competizione della stagione è stata la gara a squadre Japan Open organizzata dalla federazione nipponica. Pljuščenko ha commesso alcuni errori, fra cui una caduta sull'Axel, dovuta, secondo il suo allenatore, all'assenza prolungata dalle competizioni. È però riuscito, per la prima volta dal 2005, ad eseguire correttamente due salti quadrupli in un unico programma. Ha ottenuto il quarto posto come singolo, ma la squadra europea ha vinto la medaglia di bronzo, classificandosi ultima dopo la squadra giapponese e quella del Nord America.
Il 25 ed il 26 dicembre 2012 ha preso parte ai nazionali russi, tenutisi a Soči nell'Iceberg Skating Palace, costruito in previsione delle Olimpiadi di Soči 2014. Ha presentato lo stesso corto già pattinato nella precedente stagione, inserendo gli elementi di salto principalmente nella prima parte della performance. In particolare ha eseguito una combinazione quadruplo toe-loop - doppio toe-loop, un triplo axel ed un triplo lutz e ha concluso la prima sezione della gara in testa alla classifica con 91,68 punti. Il giorno successivo ha presentato un nuovo programma libero con un quadruplo toe-loop, un triplo axel, un altro triplo axel combinato con un doppio toe-loop ed un doppio rittberger, un triplo lutz, un secondo triplo lutz combinato con un doppio toe-loop, un triplo salchow, un triplo rittberger e una sequenza di due doppi axel. Questo gli è valso 174,26 punti, per un punteggio totale di 265,94 punti e la conquista del suo decimo titolo nazionale.
In un'intervista successiva ai nazionali ha dichiarato di voler competere sia nel campionato continentale di Zagabria che nel mondiale di London, anche se il risultato sarebbe dipeso dalle sue condizioni di salute. Il 24 gennaio 2013 ha preso parte al primo segmento di gara del campionato europeo, nel quale a causa di una caduta sul triplo axel e di un errore nel triplo lutz che gli ha impedito di combinarlo con un altro salto ha ottenuto solo 74,82 punti, un punteggio basso rispetto ai suoi standard. Si è classificato sesto, ma al termine della giornata di gara ha annunciato il ritiro dalla competizione. La caduta ha infatti aggravato i suoi problemi alla schiena, nonostante i quali aveva deciso di pattinare.
Alla fine di gennaio 2013 è stato annunciato che non avrebbe partecipato ai mondiali in Canada in quanto il 31 gennaio è stato sottoposto ad un intervento alla schiena per sostituire una vertebra deteriorata con una sintetica, il cui esito positivo è stato reso noto il 1º febbraio. Il suo allenatore Mišin ha comunque dichiarato che nonostante i lunghi tempi di recupero previsti dopo l'operazione, Plushenko avrebbe ripreso ad allenarsi in vista alle Olimpiadi di Soči.

### Stagione 2013-2014

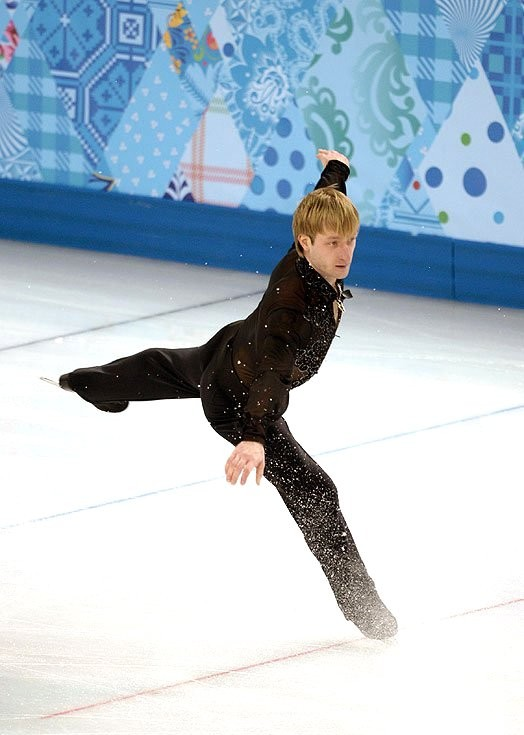
Evgeni Pljuščenko alle Olimpiadi Invernali di Soči 2014.

Il 7 novembre 2013 Pljuščenko è tornato alle competizioni prendendo parte alla ventiduesima edizione della Volvo Open Cup a Riga, in Lettonia. Ha vinto la medaglia d'oro con un totale di 263.25 punti, eseguendo programmi che comprendevano il quadruplo Toe-loop, triplo Axel e combinazione di triplo Axel e quadruplo Toe-loop. Assegnato alla Rostelecom Cup, fu costretto a ritirarsi a causa di un leggero infortunio al ginocchio. Ha preso parte ai campionati russi del 2014, classificandosi primo nel programma corto e secondo nel libero, terminando in seconda posizione nella classifica finale, dietro a Maxim Kovtun. È stata la prima volta dal 1998 in cui non ha vinto i campionati nazionali.
Il 22 gennaio 2014 è stato annunciato che avrebbe partecipato ai Giochi Olimpici di Soči 2014 (la sua quarta partecipazione alle Olimpiadi). Ha preso parte alla gara a squadre, ottenendo 91.39 punti nel corto, secondo dietro a Yuzuru Hanyu. Nel libero si è classificato primo con 168.20 punti, ottenendo un totale di 19 punti per la squadra russa, che ha vinto la medaglia d'oro davanti a quella canadese. L'oro nella gara a squadre di Soči 2014 si è aggiunto alle medaglie ottenute dall'atleta nelle precedenti edizioni dei Giochi, per un totale di quattro medaglie olimpiche.
Durante il riscaldamento della competizione dei singoli però, mentre stava tentando un salto, si è infortunato alla zona lombare e, dopo aver parlato con l'allenatore, ha deciso di ritirarsi. Prima di lasciare il ghiaccio si è scusato con il pubblico, che lo ha applaudito pur essendo sconvolto. Poco dopo ha annunciato il suo ritiro dalle competizioni. Poco dopo si è saputo che il 2 marzo 2014 sarebbe stato nuovamente operato alla schiena.

### Dopo le Olimpiadi di Soči 2014
Pljuščenko si è ritirato ufficialmente dalle competizioni nel marzo del 2017. Dall'aprile 2017 è diventato allenatore di Adelina Sotnikova, Vladimir Samojlov e Serafima Sachanovič. Ha aperto un'accademia di pattinaggio artistico chiamata "Angels of Pljuščenko".

## Traguardi e tecnica di pattinaggio

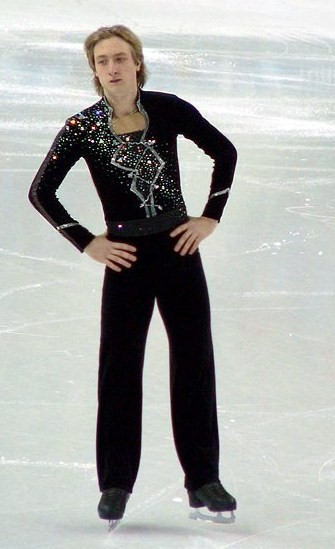
Evgenij Pljuščenko agli Europei del 2005

I traguardi e primati tecnici raggiunti da Pljuščenko sono numerosi. È stato uno dei pochi uomini in grado di eseguire una trottola Biellmann. Nel 1999, al torneo NHK Trophy, è stato il primo al mondo ad eseguire una combinazione quadruplo toe-loop-triplo toe-loop-doppio rittberger ed alla Cup of Russia 2002 è stato il primo a completare la combinazione quadruplo toe-loop-triplo toe-loop-triplo rittberger in competizione. Durante l'"ARD Gala" del 2005 è stato inoltre il primo pattinatore ad eseguire la combinazione triplo toe-loop-triplo toe-loop-triplo rittberger-doppio rittberger. Agli europei, nel suo programma di esibizione, ha completato una combinazione di sei salti, di cui due tripli e quattro doppi. Ai mondiali del 2001 ha eseguito la combinazione quadruplo toe-loop-triplo toe-loop-doppio rittberger-doppio rittberger. In numerose competizioni ha presentato il quadruplo toe-loop e nel 2004, nella Cup of Russia a Samara, un quadruplo salchow.
Pljuščenko è inoltre l'unico atleta vivente ad aver vinto 3 medaglie olimpiche nel singolo maschile ed è comunque l'unico nella storia moderna della disciplina (Gillis Grafström ne ha vinte 4 fra il 1920 ed il 1932; Irina Rodninà ne ha conquistate 3 nel pattinaggio di coppia). Successivamente, il record di medaglie olimpiche vinte nel pattinaggio di figura è stato battuto da Tessa Virtue e Scott Moir: un totale di 5 medaglie olimpiche in carriera, considerando anche le gare a squadre.
All'età di 16 anni, Pljuščenko è divenuto il più giovane pattinatore di sempre ad essere premiato dal 6.0 perfetto previsto dal vecchio sistema. Prima che fosse introdotto il nuovo sistema di giudizio, ha ricevuto tale punteggio 75 volte.
In totale sotto il precedente sistema di giudizio ha segnato 13 record del mondo nel punteggio: 5 nel corto, 4 nel libero e 4 nel totale.
| Punteggio totale | Punteggio totale | Punteggio totale          | Punteggio totale                                                           |
| Data             | Punti            | Evento                    | Note                                                                       |
| ---------------- | ---------------- | ------------------------- | -------------------------------------------------------------------------- |
| 16 febbraio 2006 | 258.33           | Olimpiadi Invernali 2006  | Il record è stato battuto da Daisuke Takahashi il 15 febbraio 2008.        |
| 18 dicembre 2004 | 251.75           | Finale Grand Prix 2004-05 | Pljuščenko è stato il primo pattinatore a superare i 250 punti di totale.  |
| 15 novembre 2003 | 234.29           | Trophée Lalique 2003      |                                                                            |
| 1º novembre 2003 | 233.65           | Skate Canada 2003         | Pljuščenko è stato il primo pattinatore a superare i 230 punti di totale.  |
| Programma corto  |                  |                           |                                                                            |
| Data             | Punti            | Evento                    | Note                                                                       |
| 20 gennaio 2010  | 91.30            | Campionati europei 2010   | Il record è stato battuto da Patrick Chan il 27 aprile 2011.               |
| 14 febbraio 2006 | 90.66            | Olimpiadi Invernali 2006  | Pljuščenko è stato il primo pattinatore a superare i 90 punti nel corto.   |
| 25 novembre 2005 | 87.20            | Cup of Russia 2005        |                                                                            |
| 17 dicembre 2004 | 84.35            | Finale Grand Prix 2004-05 |                                                                            |
| 30 ottobre 2003  | 81.25            | Skate Canada 2003         | Pljuščenko è stato il primo pattinatore a superare gli 80 punti nel corto. |
| Programma libero |                  |                           |                                                                            |
| Date             | Score            | Event                     | Note                                                                       |
| 16 febbraio 2006 | 167.67           | Olimpiadi Invernali 2006  | Il record è stato battuto da Daisuke Takahashi il 15 febbraio 2008.        |
| 18 dicembre 2004 | 167.40           | Finale Grand Prix 2004-05 | Pljuščenko è stato il primo pattinatore a superare i 160 punti nel libero. |
| 15 novembre 2003 | 158.94           | Trophée Lalique 2003      |                                                                            |
| 1º novembre 2003 | 152.40           | Skate Canada 2003         | Pljuščenko è stato il primo pattinatore a superare i 150 punti nel libero. |

## Carriera politica
Nel 2006, Pljuščenko si è unito al partito politico Russia Giusta e nel marzo 2007 è stato eletto nell'assemblea legislativa di San Pietroburgo. Dopo le Olimpiadi del 2010 ha annunciato l'intenzione di lasciare la politica. Nell'aprile 2010 è stato aspramente criticato per aver partecipato a solo 11 delle 123 sessioni parlamentari dalla sua elezione. A dicembre 2011 ha annunciato il suo ritiro dalla politica per potersi allenare per le Olimpiadi del 2014. Ha lasciato il partito Russia Giusta e ha detto di non avere intenzione di unirsi a un altro.

## Vita privata
Il 18 giugno 2005, in una sontuosa cerimonia presso l'Hotel Astoria, Pljuščenko ha sposato Marija Ermak, una studentessa di sociologia dell'Università di San Pietroburgo. Il 15 giugno 2006 è nato il primo figlio del pattinatore russo, alla nascita chiamato Kristian Evegenijč Pljuščenko ed in seguito Egor Ermak. La coppia si è comunque separata non molto tempo dopo, per poi divorziare nel febbraio 2008.
Nell'agosto 2009 Pljuščenko ha annunciato di stare per sposare Jana Rudkovskaja, produttrice musicale di Dima Bilan e già madre di due bambini da un precedente matrimonio. I due si sono sposati il 12 settembre 2009.
Nel 2011 Pljuščenko ha detto di essere interessato a diventare un allenatore una volta terminata la sua carriera agonistica e di voler aprire una propria scuola di pattinaggio a San Pietroburgo. Nel 2012 ha però affermato in un'intervista di volersi trasferire in Italia, a Padova, per stabilire lì la propria attività di allenatore.
Nel 2012 ha inoltre annunciato di attendere da sua moglie il proprio secondo figlio, un altro maschio, la cui nascita era prevista per gennaio 2013, e di volerlo chiamare Alessandro in onore del calciatore Alessandro Del Piero di cui è amico e ammiratore in quanto tifoso della Juventus. Il 6 gennaio 2013, il giorno della vigilia del natale ortodosso, è nato il secondogenito del pattinatore.

## Programmi
| Stagione                      | Programma corto | Programma libero | Esibizione |
| ----------------------------- | --- | --- | --- |

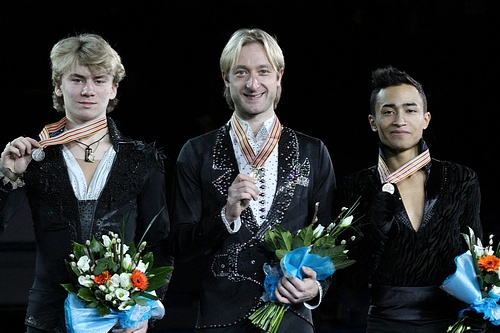
Il podio del singolo maschile agli Europei 2012

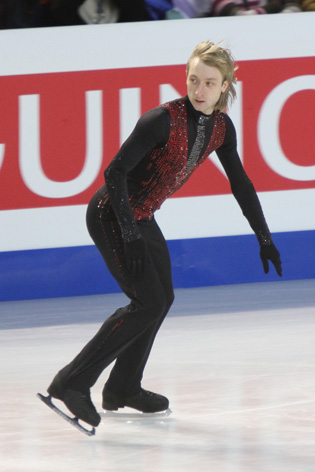
Pljuščenko agli Europei 2010

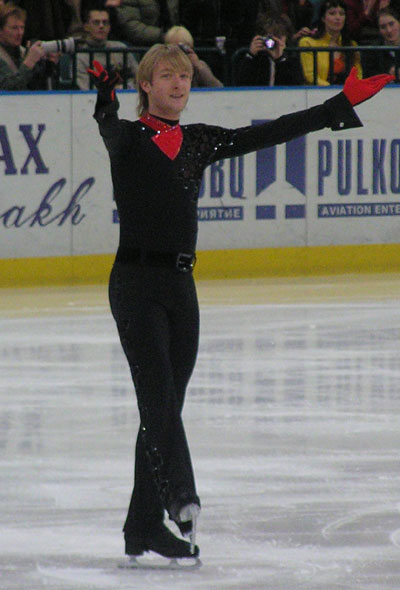
Pljuščenko nel 2005

| 2013-2014                     | - Taka yak ty (The girl like you) di Okean El'zy, coreografia di Maksim Staviski, David Avdish - El Tango de Roxanne (dal film Moulin Rouge!) | "The Best of Pluschenko" - Criminal St. Petersburg - The Godfather - Sheherazade - Tango Amore - Tosca - Adagio | "The Best of Plushenko" |
| 2012–2013                     | Storm di Yanni | Medley di Intro & Rondo Capriccioso, Meditation from Thais e Danza Macabra di Camille Saint-Saëns | |
| 2011–2012                     | Storm di Yanni | El Tango de Roxanne (cover di Roxanne dal film Moulin Rouge!) di Mariano Mores eseguita da Edvin Marton | Je suis malade di Serge Lama |
| 2010–2011                     | Non ha gareggiato in questa stagione | Non ha gareggiato in questa stagione | Non ha gareggiato in questa stagione |
| 2009–2010                     | Concerto d'Aranjuez di Joaquín Rodrigo | Tango Amore di Edvin Marton | Je suis malade di Serge Lama |
| 2008–2009 2007–2008 2006–2007 | Non ha gareggiato in queste stagioni | Non ha gareggiato in queste stagioni | Non ha gareggiato in queste stagioni |
| 2005–2006                     | Tosca di Giacomo Puccini C'era una volta in Messico colonna sonora del film di Robert Rodríguez                                               | Il padrino (colonna sonora del film) musiche di Nino Rota e Carmine Coppola eseguita da Edvin Marton | Tosca di Giacomo Puccini eseguita da Edvin Marton Caruso di Lucio Dalla eseguita da Luciano Pavarotti Sex Bomb di Tom Jones e Mousse T. |
| 2004–2005                     | Chiaro di luna di Ludwig van Beethoven | Il padrino (colonna sonora del film) musiche di Nino Rota e Carmine Coppola eseguita da Edvin Marton | Il padrino (colonna sonora del film) musiche di Nino Rota e Carmine Coppola eseguita da Edvin Marton                                    |
| 2003–2004                     | Tango Flamenco di Paco de Lucía Nyah di Hans Zimmer                                                                                           | Tributo a Vaslav Nijinsky Art on Ice Magic Stradivarius King of the Forrest di Edvin Marton | The Logical Song dei Supertramp |
| 2002–2003                     | Adagio di Albinoni di Tomaso Albinoni e Remo Giazotto                                                                                         | St. Petersburg 300 di Igor Korniliuk | Carmen Suite dal balletto scritto da Rodion Ščedrin ed ispirato all'opera di Georges Bizet Only You dei The Platters                    |
| 2001–2002                     | Earth Song Childhood Billie Jean They Don't Care About Us di Michael Jackson                                                                  | Carmen dal balletto scritto da Rodion Ščedrin ed ispirato all'opera di Georges Bizet Fixe; Eclipse del Cirque du Soleil El Tango de Roxanne (cover di Roxanne dal film Moulin Rouge!) di Mariano Mores La Petite Fille de la Mer di Vangelis | Carmen Suite dal balletto scritto da Rodion Ščedrin ed ispirato all'opera di Georges Bizet Sex Bomb di Tom Jones e Mousse T.            |
| 2000–2001                     | Bolero di Maurice Ravel | Xotica di Rene Dupere Tango da Hasta que te Conoci di Raúl di Blasio C'era una volta in America di Ennio Morricone Cotton Club di Duke Ellington Mortal Kombat di George S. Clinton                                                          | Sex Bomb di Tom Jones e Mousse T.Pasadena: Maywood lyrics.                                                                              |
| 1999–2000                     | The Sabre Dance di Aram Il'ič Chačaturjan | Occhi neri canzone popolare russa Coachmen Don't Drive the Horse Concierto Madrigal for Two Guitars di Joaquín Rodrigo | Two Step Nadya Ciocarlia |
| 1998–1999                     | Hava Nagila canzone popolare ebraica | Chronologie 2, 3; Zoolookologie di Jean-Michel Jarre | Two Step Nadya Ciocircla |
| 1997–1998                     | Concerto d'Aranjuez & El Gato Montes di Joaqíun Rodrigo                                                                                       | Chronologie 2, 3; Zoolookologie di Jean-Michel Jarre | Chronologie 2, 3 Zoolookologie Enigma                                                                                                   |
| 1996–1997                     | Tarantella di Witold Lutosławski Santa Lucia by Luigi Gordigiani                                                                              | Guglielmo Tell Ouverture Il barbiere di Siviglia di Gioachino Rossini | |
| 1995–1996                     | | Don Chisciotte di Léon Minkus | |

## Palmarès

### Dalla stagione 2009-2010

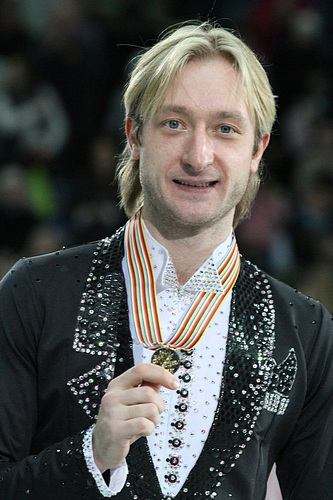
Evgenij Pljuščenko premiato agli Europei 2012

| Risultati | Risultati      | Risultati      | Risultati      | Risultati      | Risultati      | Risultati      | Risultati      | Risultati      | Risultati      | Risultati      | Risultati      | Risultati      | Risultati      | Risultati      | Risultati      |
| Internazionali | Internazionali | Internazionali | Internazionali | Internazionali | Internazionali | Internazionali | Internazionali | Internazionali | Internazionali | Internazionali | Internazionali | Internazionali | Internazionali | Internazionali | Internazionali |
| Evento | 2009–10        | 2010–11        | 2011–12        | 2012–13        | 2013–14        |                |                |                |                |                |                |                |                |                |                |
| --- | -------------- | -------------- | -------------- | -------------- | -------------- | -------------- | -------------- | -------------- | -------------- | -------------- | -------------- | -------------- | -------------- | -------------- | -------------- |
| Giochi olimpici invernali | 2º             |                |                |                | 1ºS            |                |                |                |                |                |                |                |                |                |                |
| Campionati mondiali |                |                |                |                |                |                |                |                |                |                |                |                |                |                |                |
| Campionati europei | 1º             |                | 1º             | R              |                |                |                |                |                |                |                |                |                |                |                |
| GP Cup of Russia | 1º             |                |                |                |                |                |                |                |                |                |                |                |                |                |                |
| Nazionali |                |                |                |                |                |                |                |                |                |                |                |                |                |                |                |
| Campionati russi | 1º             |                | 1º             | 1º             | 2º             |                |                |                |                |                |                |                |                |                |                |
| Eventi in squadra |                |                |                |                |                |                |                |                |                |                |                |                |                |                |                |
| Japan Open |                | 3ºS / 3ºP      |                | 3ºS / 4ºP      |                |                |                |                |                |                |                |                |                |                |                |
| R = Ritirato S = Risultato della Squadra; P = Risultato Personale (N.B. le medaglie sono state consegnate solo per i risultati della squadra) |                |                |                |                |                |                |                |                |                |                |                |                |                |                |                |

### Fino alla stagione 2005-2006
| Risultati                                                                                  | Risultati      | Risultati      | Risultati      | Risultati      | Risultati      | Risultati      | Risultati      | Risultati      | Risultati      | Risultati      | Risultati      | Risultati      | Risultati      | Risultati      | Risultati      |
| Internazionali                                                                             | Internazionali | Internazionali | Internazionali | Internazionali | Internazionali | Internazionali | Internazionali | Internazionali | Internazionali | Internazionali | Internazionali | Internazionali | Internazionali | Internazionali | Internazionali |
| Evento                                                                                     | 1995–96        | 1996–97        | 1997–98        | 1998–99        | 1999–00        | 2000–01        | 2001–02        | 2002–03        | 2003–04        | 2004–05        | 2005–06        |                |                |                |                |
| ------------------------------------------------------------------------------------------ | -------------- | -------------- | -------------- | -------------- | -------------- | -------------- | -------------- | -------------- | -------------- | -------------- | -------------- | -------------- | -------------- | -------------- | -------------- |
| Olimpiadi invernali                                                                        |                |                |                |                |                |                | 2º             |                |                |                | 1º             |                |                |                |                |
| Campionati mondiali                                                                        |                |                | 3º             | 2º             | 4º             | 1º             |                | 1º             | 1º             | R              |                |                |                |                |                |
| Campionati europei                                                                         |                |                | 2º             | 2º             | 1º             | 1º             |                | 1º             | 2º             | 1º             | 1º             |                |                |                |                |
| Finale del Grand Prix                                                                      |                |                | 5º             | 3º             | 1º             | 1º             | 2º             | 1º             | 2º             | 1º             |                |                |                |                |                |
| Cup of Russia                                                                              |                | 4º             | 2º             | 2º             | 1º             | 1º             | 1º             | 1º             | 1º             | 1º             | 1º             |                |                |                |                |
| Trophée Eric Bompard                                                                       |                |                |                |                |                |                |                |                | 1º             |                |                |                |                |                |                |
| NHK Trophy                                                                                 |                |                |                | 1º             | 1º             | 1º             |                |                |                |                |                |                |                |                |                |
| Skate America                                                                              |                |                | 2º             |                |                |                |                |                |                |                |                |                |                |                |                |
| Skate Canada                                                                               |                |                |                | 1º             |                |                |                |                | 1º             |                |                |                |                |                |                |
| Bofrost Cup on Ice                                                                         |                |                |                |                | 1º             | 1º             | 1º             | 1º             |                |                |                |                |                |                |                |
| Goodwill Games                                                                             |                |                |                | 3º             |                |                | 1º             |                |                |                |                |                |                |                |                |
| Finlandia Trophy                                                                           |                | 7º             | 3º             |                |                | 1º             |                |                |                |                |                |                |                |                |                |
| Campbell's                                                                                 |                |                |                |                |                |                |                | 2º             | 1º             |                |                |                |                |                |                |
| Internazionali: categoria Junior                                                           |                |                |                |                |                |                |                |                |                |                |                |                |                |                |                |
| Campionati mondiali juniores                                                               | 6º             | 1º             |                |                |                |                |                |                |                |                |                |                |                |                |                |
| Blue Swords                                                                                |                | 1º             |                |                |                |                |                |                |                |                |                |                |                |                |                |
| Festival olimpico della gioventù                                                           |                | 1º             |                |                |                |                |                |                |                |                |                |                |                |                |                |
| Nazionali                                                                                  |                |                |                |                |                |                |                |                |                |                |                |                |                |                |                |
| Campionati russi                                                                           | 6º             | 4º             | 3º             | 1º             | 1º             | 1º             | 1º             |                | 1º             | 1º             | 1º             |                |                |                |                |
| R = Ritirato Pljuščenko non ha gareggiato nelle stagioni 2006–2007, 2007–2008 e 2008–2009. |                |                |                |                |                |                |                |                |                |                |                |                |                |                |                |

## Curiosità
- Pljuščenko ha ispirato il personaggio di Viktor Nikiforov, della serie animata Yuri!!! on Ice [senza fonte]